# L'Accident (film, 1963)
Pour les articles homonymes, voir Accident (homonymie).
Pour plus de détails, voir Fiche technique et Distribution.
L'Accident est un film français réalisé par Edmond T. Gréville et sorti en 1963.

## Fiche technique
- Titre français : L'Accident
- Réalisation : Edmond T. Gréville
- Scénario : Edmond T. Gréville et Frédéric Dard d'après son roman éponyme
- Photographie : Jean Badal
- Décors : Sydney Bettex
- Son : Norbert Gernolle[1]
- Montage : Jean Ravel
- Production : José Bénazéraf
- Société de production : Les Films Univers, Félix Films
- Pays de production :  France
- Format : Noir et blanc - 35 mm - Mono
- Tournage : Île-de-Bréhat (Côtes-d'Armor)
- Genre : Drame
- Durée : 91 minutes
- Date de sortie : France - 7 août 1963
- Affiche : Boris Grinsson (France)

## Distribution
- Georges Rivière : Julien
- Magali Noël : Andréa
- Danik Patisson : Françoise Cassel
- Roland Lesaffre : Le Goualec
- Jean Combal : l'inspecteur de police
- Les habitants de l'Île-de-Bréhat